# Раздел (област Ямбол)
 Тази статия е за селото в Област Ямбол.  За другото българско село с това име вижте Раздел (Област Силистра).  
Раздел е село в Югоизточна България. То се намира в община Елхово, област Ямбол.

## География
Селото се намира в подножието на двете планини Сакар и Странджа. Заобиколено е от борови и смесени гори, където животинският свят е все още необезпокоен. Често могат да се срещнат сърни, кукумявки, глигани и още много диви животни. Понякога вълци или чакали слизат в селото – особено през зимата, търсейки храна.
Раздел се намира в южната част на България и поради това климатът преминава в континенталносредиземноморски, като през повечето време е много горещо.
През селото минава и един от притоците на река Тунджа. В близост се намират и селата Лалково (7 km), Маломирово (7 km), Малко Кирилово (26 km) и Чернозем (12 km). Граничното село Голям Дервент е на 15 km. Общинския център Елхово е на 16 km, а областния център Ямбол е на 53 km.

## Културни и природни забележителности
В селото има много красиви борови горички и язовири пълни с риба.

## Редовни събития
- Ежегоден събор на селото през втората неделя на месец юни.

## Други
Нос Раздел на остров Смит в Антарктика е наименуван на селото.